# Taeniacanthus wilsoni
Taeniacanthus wilsoni är en kräftdjursart som först beskrevs av A. Scott 1929.  Taeniacanthus wilsoni ingår i släktet Taeniacanthus och familjen Taeniacanthidae. Inga underarter finns listade i Catalogue of Life.